# Linia kolejowa Erywań – Dżolfa
Linia kolejowa Erywań – Dżolfa – zelektryfikowana linia kolejowa o długości 216 km łącząca stolicę Armenii Erywań z irańskim miastem Dżolfa. Była to jedyna linia łącząca Rosję z Iranem. Ze względu na konflikt w Górskim Karabachu, odcinek trasy położony w Nachiczewańskiej Republice Autonomicznej jest wyłączony z ruchu.

## Historia
Szerokotorowa linia z Erywania do granicy z Iranem w Culfie została ukończona w 1908 roku. Przewozy transgraniczne do Dżolfy rozpoczęto w 1914 roku, ale połączenie z irańską siecią kolejową powstało dopiero w 1958 roku, wraz z oddaniem do użytku linii kolejowej do Tebriz. W latach 1969–1988 trasa została zelektryfikowana napięciem 3000 V DC. 
Po odzyskaniu niepodległości przez Armenię i Azerbejdżan w 1991 roku, odcinek prowadzący przez eksklawę Azerbejdżanu Nachiczewańską Republikę Autonomiczną przypadł Azerom. Z powodu konfliktu między dwoma państwami o Górski Karabach cały ruch kolejowy między krajami został przerwany od 1989 roku. Od tego czasu transgraniczny ruch kolejowy w Dżolfie jest również zawieszony.
Pod koniec 2020 na obecnie funkcjonującym odcinku uruchamiana była jedna para pociągów pasażerskich z Erywania do granicznego miasta Jerasch.
W celu umożliwienia ruchu kolejowego północ-południe między Rosją oraz innymi państwami WNP a Iranem w marcu 2017 zakończono budowę przejścia kolejowego pomiędzy miastami Astara w Iranie oraz Astara w Azerbejdżanie. Istniały również plany budowy linii kolejowej omijającej Nachiczewańską Republikę Autonomiczną, jednak ze względu na koszty budowy nowej trasy w trudnym górskim terenie, projekt został zawieszony. 
W 2020 roku po kolejnej eskalacji konfliktu w Górskim Karabachu premier Armenii Nikol Paszinian oświadczył, że porozumienie pokojowe między oboma krajami umożliwi przejazd pociągów przez Nachiczewan.